# Piparbölessjön
Piparbölessjön (även Piparbölesjön) är en sjö i Umeå kommun i Västerbotten och ingår i Umeälvens huvudavrinningsområde. Sjön är 13 meter djup, har en yta på 0,868 kvadratkilometer och befinner sig 69 meter över havet. Sjön avvattnas av vattendraget Kullabäcken som längre nedströms byter namn till Tvärån. Vid provfiske har bland annat abborre, braxen, gers och gädda fångats i sjön.

## Delavrinningsområde
Piparbölessjön ingår i det delavrinningsområde (709583-171187) som SMHI kallar för Utloppet av Piparbölessjön. Medelhöjden är 97 meter över havet och ytan är 11,85 kvadratkilometer. Det finns inga avrinningsområden uppströms utan avrinningsområdet är högsta punkten. Tvärån som avvattnar avrinningsområdet har biflödesordning 2, vilket innebär att vattnet flödar genom totalt 2 vattendrag innan det når havet efter 23 kilometer. Avrinningsområdet består mestadels av skog (78 procent). Avrinningsområdet har 0,87 kvadratkilometer vattenytor vilket ger det en sjöprocent på 7,3 procent.

## Fisk
Vid provfiske har följande fisk fångats i sjön:
- Abborre
- Braxen
- Gärs
- Gädda
- Mört
- Nors